# Хосе Дінарес
Хосе Дінарес (ісп. José Dinarés, 5 січня 1940) — іспанський хокеїст на траві.
Бронзовий призер Олімпійських Ігор 1960 року, учасник 1964, 1968 років.